# Hardwick (Cherwell)
Pour les articles homonymes, voir Hardwick.
Hardwick est un village et une paroisse civile anglaise située à 7 km au nord de Bicester dans l'Oxfordshire.

## La seigneurie de Hardwick
Le toponyme du village provient du vieil anglais signifiant une bergerie ou une pâture pour les moutons. Après la conquête normande de l'Angleterre, Walter Giffard a détenu la seigneurie de Hardwick, mais le Domesday Book indique qu'en 1086, il avait cédé la seigneurie à Robert D'Oyly contre des terres. La seigneur d'Hardwick est restée dans la famille d'Oyly jusqu'en 1232 quand elle est passée à Thomas de Beaumont, 6e comte de Warwick.
William Fermor de Somerton acquiert la seigneurie de Hardwick entre 1514 et 1548.
Le manoir a été construit vers la fin du XVIe siècle. Les Fermor laissait généralement la maison à leur fermier. Le bâtiment est aujourd'hui inscrit comme monument classé.
Certaines terres agricoles de la paroisse semble avoir été clôturées au XVIe siècle pour servir de pâturage aux moutons, mais il y avait encore un système agraire d'Openfield en 1601. En 1682, une partie des communs de Heath Field et Mill Field est clôturée, et en 1717, l'ensemble des communs de Heath Field était enclose. L'enclosure du reste de la paroisse était complet bien avant 1784, tandis que le champ de Tinker et le reste de Mill Field ont été décrits comme ayant été enclos « depuis des temps immémoriaux ».
En 1857, Henry Howard, 2e comte de Effingham achète les terres de Tusmore et Hardwick. En 1869-1870, il démolit les maisons anciennes du village et les remplace par des neuves de pierre avec claveaux de briques. Il construit une école qui a été terminé en 1873, et son héritier Henry Howard, 3e comte de Effingham conserve l'école au moins jusqu'à 1895. Cependant, le 3e comte meurt en 1898 et en 1903 l'école est fermée. Le bâtiment est aujourd'hui une maison privée. 

## Religion
Au XIIe siècle, la paroisse dépendait de Stoke Lyne. Elle devient autonome en 1249/50. Les chevaliers Hospitaliers possède la paroisse de 1252 jusqu'en 1540, lorsqu'Henri VIII supprime l'ordre des Hospitaliers en Angleterre. En 1545, la Couronne vend la cure à un associé de William Fermor, seigneur de Hardwick. La cure reste dans la famille Fermor jusqu'au milieu du XIXe siècle, à l'extinction de leur descendance en ligne directe où leurs biens à Tusmore et Hardwick sont vendus.
Les parties les plus anciennes de l'église anglicane de Sainte-Marie sont les portes nord et sud. L'historienne et professeur Marie Lobel dit que les portes datent de la fin du XIIe ou du début du XIIe siècle, mais Sherwood et Pevsner indique qu'elles sont de style gothique, ce qui signifierait qu'elle daterait plutôt de 1250-1350. Le chœur de style gothique est certainement du XIVe siècle. La nef a été reconstruite au XVe siècle avec une large fenêtre à l'ouest de style gothique. En 1877, Henry Howard, 2e comte de Effingham commande à George Gilbert Scott, Jr la restauration de l'église. Scott l'a pratiquement reconstruite et a ajouté une nouvelle aile au sud, un porche et un clocher. L'église de Sainte-Marie est maintenant un membre du Bénéfice de Shelswell.
Les Fermor étaient récusants et soutenaient donc la poursuite du catholicisme romain contre l’Église d'Angleterre au XVIe siècle jusqu'au Roman Catholic Relief Act de 1791, qui autorisa la pratique catholique au Royaume-Uni. Vers la fin du XVIe siècle, il y avait quelques récusants à Hardwick, mais après le départ des Fermor de Somerton pour Tusmore en 1625 leur nombre a fortement augmenté. Plus de la moitié du village est catholique en 1760 et la quasi-totalité en 1802. Les catholiques allaient à la messe à la chapelle des Fermor à Tusmore jusqu'en 1768, lorsque le manoir des Tusmore a été reconstruit et la chapelle fermée pour rénovation. Une chapelle a ensuite été établie dans le grenier de la ferme-manoir de Hardwick, qui est restée en usage pour le culte jusqu'au décès du prêtre en 1830. La chapelle a été remplacée en 1832 par une église catholique nouvellement construite à Hethe, à un peu plus de 1,6 km à l'est de Hardwick.